# Koning Coel
Volgens de legende was Cole (ook wel: Coel) koning van Keltisch Brittannië. Ongeveer alles wat met zekerheid over Old King Cole kan worden gezegd blijkt uit een traditioneel kinderliedje:
Old King Cole was a merry old soul
And a merry old soul was he;
He called for his pipe, and he called for his bowl
And he called for his fiddlers three.
Every fiddler he had a fiddle,
And a very fine fiddle had he;
Oh there's none so rare, as can compare
With King Cole and his fiddlers three
In feite zijn er meerdere kandidaten voor de historische koning Cole. Eén zou geleefd hebben in de 3e eeuw; hij was de stichter en naamgever van de stad Colchester in Essex, Engeland. Colchester betekent Cole's castle (Cole's kasteel). Deze op legenden gebaseerde vertellingen worden soms gecombineerd met de meer bekende verhalen over Koning Arthur en zijn ridders in de Keltische sagenschat. 

## Coel de Wonderbaarlijke
Er kunnen twee heersers met deze naam zijn geweest in Colchester, ene Coel Godhebog, ofwel Cole the Magnificent (Cole de Wonderbaarlijke), en Coel Hen, ofwel Cole the Old (Cole de Oude). Er is weinig bekend over deze twee heersers, of zelfs of er inderdaad twee Coles waren, slechts één, of alleen in de legende. Een andere versie verbindt Cole aan Cunobelin, William Shakespeares Cymbeline.
Geoffrey van Monmouth vermeldt een koning Cole in zijn Historia Regum Britanniae als een koning der Britten, en als opvolger van koning Asclepiodotus. De Welshe kronieken beschrijven verder dat zijn naam Coel Hen Godhebog was, waarmee de twee namen samenkomen in één persoon. Monmouth beweert dat Coel, verontwaardigd over de manier waarop Asclepiodotus omging met de moordpartijen van Diocletianus, een rebellie startte in het hertogdom Kaelcolim (Colchester), waarvan hij hertog was.  
Hij voerde oorlog tegen Asclepiodotus en doodde hem, en werd daarmee koning van Brittannië. Rome was klaarblijkelijk verheugd met de nieuwe Britse koning, en stuurde senator Constantius Chlorus als diplomaat naar Cole. Uit angst voor de Romeinen ontving Cole Constantius, en beloofde belastingen en onderwerping aan de Romeinse wet, zolang hij koning van Brittannië mocht blijven. Constantius ging akkoord met deze voorwaarden, maar een maand later overleed Cole. Constantius huwde Cole's dochter Helena, en kroonde zichzelf als Cole's opvolger. Helena werd later de moeder van Constantijn de Grote. Na 11 jaar stierf Constantius in York. Hij liet het koninkrijk na aan zijn zoon. Bannelingen, die door de wrede tiran Maxentius uit Rome waren verjaagd, riepen de hulp in van Constantijn. Constantijn nam drie ooms, broers van Coel, mee naar Rome: Ioelinus, Trahern en Marius en installeerde hen als senatoren. 
Octavius, hertog van de Gewissei, kwam in opstand tegen de proconsuls, die het Britse koninkrijk intussen regeerden, doodde hen en nam de troon in bezit. Constantijn stuurde toen Trahern met drie legioenen naar het eiland om de Romeinse heerschappij te herstellen. Octavius bestreed Trahern onder meer in Westmorland, maar vluchtte na zijn nederlaag naar Noorwegen en zocht hulp bij koning Guthbert. Nadat een volgeling van Octavius Trahern had omgebracht, keerde Octavius terug en heerste rustig tot ook hij op hoge leeftijd een opvolger zocht en een echtgenoot voor zijn enige dochter (Helena). Caradocus adviseerde Octavius Magnus Maximus (bij Geoffrey van Monmouth heet hij Maximianus), de zoon van Ioelinus, uit te nodigen.

## Camulus
Een andere mogelijkheid is dat Cole de Keltische god van de oorlog, Camulus is. De oude naam van Colchester was Camulodunum, en de verbastering naar Colchester is niet onmogelijk in het Keltisch taalgebruik. Als Camulus Cole is, dan zijn Colchester en Camulodunum synoniem. De Latijnse vorm zou dan een leenwoord uit het Keltisch zijn.
Colchester bevat een oude Romeinse steengroeve, die King Cole's Kitchen (Koning Cole's keuken) wordt genoemd. Het woord ceol betekent muziek in het Gaelisch, en dit zou de oorsprong van het kinderrijmpje kunnen zijn.
Nash Ford en The History Files melden dat Cole Coel Hen, High King of Northern Britain is, die leefde van ongeveer 350 tot 420, in de tijd dat de Romeinen zich terugtrokken uit Brittannië. Hij zou de laatste Dux Brittannorum (Hertog van de Britten) kunnen zijn geweest, en de noordelijke hoofdstad Eburacum (York) hebben veroverd, om te heersen over de noordelijke provincie van Romeins Brittannië. De meeste Keltisch-Britse koningen van Noord-Brittannië, en de meeste koningen van Wales, zouden van hem afstammen, bijvoorbeeld Rheged.
Sommige bronnen geven aan dat het onwaarschijnlijk is dat het kinderrijmpje Old King Cole geschreven zou zijn voor 1585, toen Walter Raleigh tabak in Engeland introduceerde. Anderen denken dat de "pipe" zou niet zou refereren aan een pijp om te roken, maar aan een muziekinstrument.

## Popmuziek
De tekst van het rijmpje werd gebruikt in het Genesisnummer The Musical Box dat te vinden is op het album Nursery Cryme.